# Leptodynerus biskrensis
Leptodynerus biskrensis är en stekelart som beskrevs av Blüthgen 1938. Leptodynerus biskrensis ingår i släktet Leptodynerus och familjen Eumenidae. Inga underarter finns listade i Catalogue of Life.